# Untere Seebachalm
Die Untere Seebchalm, auch Unterseebach, ist eine Alm im Defereggental. Sie liegt in der Außenzone des Nationalparks Hohe Tauern.

## Lage
Die Untere Seebachalm liegt am Talboden der Schwarzach im hintersten Teil des Defereggentals. Sie wird umrahmt von der Totenkarspitze im Norden, der Panargenspitze im Nordwesten, dem Keesegg im Westen, den Bretterspitzen im Süden und der Fleischbachspitze im Westen. Erreichbar ist die Alm von der Defereggentalstraße, von der nach der Ortschaft Erlsbach bzw. vor der Katzleiterbrücke eine Straße nach Norden abzweigt, die in der Folge der Schwarzach flussaufwärts nach Norden führt. Der zunächst öffentliche, aber mautpflichtige Fahrweg, führt zunächst zur Patscher Alm und der Oberhausalm, danach führt ein nicht öffentlicher Fahrweg weiter zur Unteren und Oberen Seebachalm bzw. weiter zur Jagdhausalm.
Die Untere Seebachalm liegt südlich bzw. rechtsseitig der Schwarzach. Westlich fließt der Seebach, der die Untere von der Oberen Seebachalm trennt. Die Untere Seebachalm besteht aus zwei Gebäuden, wobei das größere der beiden die Adressen Unterseebach 1 und 2 hat. Westlich liegt das zweite, kleine Gebäude (Unterseebach 3).

## Geschichte
Während die nördlich gelegenen Almen, die Obere Seebachalm, die Jagdhausalm und die Affentalalm, traditionell von Südtiroler Bauern bewirtschaftet werden, war die Untere Seebachalm im Besitz Deferegger Bauern. In den Ortsverzeichnissen der Statistik Austria werden die Gebäude der Unteren Seebachalm bis 1971 zusammen mit der Oberen Seebachalm als Seebachalpe oder schlicht Seebach genannt. Erst 1971 scheint die Untere Seebachalm als Unterseebach mit zwei Gebäuden auf. Seit 1991 wird sie als Untere Seebachalm, jedoch ohne Gebäudeanzahl genannt.